# Malorjasanzewe
Malorjasanzewe (ukrainisch Малорязанцеве; russisch Малорязанцево/Malorjasanzewo) ist eine Siedlung städtischen Typs im Osten der Ukraine mit etwa 800 Einwohnern.

## Geographie
Der Ort in der Oblast Luhansk liegt in einer Niederung südwestlich der Stadt Lyssytschansk, etwa 28 Kilometer nördlich der ehemaligen Rajonshauptstadt Popasna und 75 Kilometer westlich der Oblasthauptstadt Luhansk gelegen.
Am 12. Juni 2020 wurde die Siedlung ein Teil der neugegründeten Stadtgemeinde Lyssytschansk, bis dahin bildete sie zusammen mit den Ansiedlungen Lyssytschanskyj (Лисичанський) und Topoliwka (Тополівка) die gleichnamige Siedlungsratsgemeinde Malorjasanzewe (Малорязанцівська селищна рада/Malorjasanziwska selyschtschna rada) im Norden des Rajons Popasna.
Seit dem 17. Juli 2020 ist sie ein Teil des Rajons Sjewjerodonezk.

## Geschichte
Der Ort wurde 1780 zum ersten Mal schriftlich erwähnt, seit 1938 hat er den Status einer Siedlung städtischen Typs.